# Mercedes-Benz 450SEL 6.9
Mercedes-Benz 450 SEL 6.9 (S от Sonderklasse — «особый класс», E от Einspritzung — «впрыск», L от Lang — «модификация с удлинённой колёсной базой») — роскошный и мощный седан S-класса от компании Mercedes-Benz, представленный общественности в 1975 году.
В списке видимых владельцев данной модели значатся сэр Бернард Эшли (владелец бренда «Laura Ashley plc»), Джеймс Хант (английский автогонщик), Софи Лорен, Фрэнк Синатра, Джон Франкенхаймер, Мохаммед Реза Пехлеви (шах Ирана), Джон Ф. Кеннеди младший.
Всего произведено 7380 автомобилей Mercedes-Benz 450 SEL 6.9.

## История
Абсолютно новый Mercedes-Benz S-класс в кузове W116 был представлен широкой публике в сентябре 1972 года. Вначале были представлены модели 280S и 280SE с двигателем R6 объёмом 2.8 литра (М110) и 350SE с двигателем V8 объёмом 3.5 литра (М116). Полгода спустя были представлены версии 450SE и 450 SEL с двигателем V8 объёмом 4.5 литра (М117).
В 1974 году Mercedes-Benz 450 SEL получил премию «Европейский автомобиль года».
На момент дебюта W116 в 1972 году инженер-испытатель компании Mercedes-Benz Эрих Ваксенбергер практически закончил свою работу над 450 SEL 6.9, однако руководство решило попридержать машину в связи с нефтяным кризисом. Но уже в 1974 году автомобиль был представлен на Женевском автосалоне. Он развивал мощность в 286 лошадиных сил при 4250 об/мин и тягу в 550 Н·м при 3000 об/мин, при этом расход топлива составлял 18 литров на 100 километров. Разгон до 100 км/ч составлял всего 8 секунд, а максимальная скорость достигала 225 км/ч. Производство автомобиля началось в 1975 году, его стоимость на 1977 год составляла 45000 долларов.
В плане пассивной и активной безопасности W116 был буквально напичкан самыми последними достижениями. Бензобак (95 литров) был расположен над задней осью для его защиты от повреждений при столкновении. Для своего времени это было инновационное решение. Mercedes-Benz W116 был одним из первых автомобилей, который стал оснащаться подушкой безопасности (для водителя) и ALS (Anti-Lock System, предшественник ABS). Эта система была разработана совместно с Robert Bosch GmbH ещё в 1972 году, но стала доступна покупателям только с осени 1978 года.
Выпуск Mercedes S-Class в кузове W116 был прекращён в сентябре 1980 года.
В ходе опроса, проведенного британским журналом «Classic & Sports Car» и напечатанного в издании за апрель 1999 года, Mercedes-Benz 450 SEL 6.9 занимает четвёртое место в списке «величайших седанов мира».

### AMG версия
Помимо заводской версии автомобиля выпускалась версия Mercedes-Benz 450 SEL 6.9 AMG. Этот автомобиль отличался более низким передним и задним бамперами, боковыми аэродинамическими «юбками», колёсными дисками, которые предлагались покупателю в 3-х размерностях — 215/60R15 7J, 225/50VR16 8J и 235/45ZR17 8J. Хром отсутствовал. Подвеска стала на 1 см ниже и жёстче. Мощность составляла 380 лошадиных сил.

## Особенности
450 SEL 6.9 стал первой моделью Mercedes-Benz, которую оснастили гидропневматической самовыравнивающейся системой подвески, схожей с применённой компанией Citroën в 1954 году, однако серьёзно доработанной. Все четыре колеса имели дисковые тормоза, что наряду с четырёхколесной независимой подвеской являлось стандартом для всего W116 класса. Благодаря такой системе подвески более чем 1900 килограммовый автомобиль имел плавный и мягкий ход.
Все модели 450SE и 450 SEL оснащались только трёхдиапазонным АКПП с гидротрансформатором. Для остальных бензиновых моделей были также доступны четырёх- и пятискоростные механические КПП.

## Значимые версии
- В 1976 году французский режиссёр Клод Лелуш прикрепил камеру к переднему бамперу Mercedes-Benz 450 SEL 6.9 и проехал на высокой скорости по улицам Парижа на рассвете. Результатом этого мероприятия стал девятиминутный фильм «C'était un rendez-vous».
- Mercedes-Benz 450 SEL 6.9 никогда официально не выпускался в кузове универсал, однако в 1977 году был создан один по просьбе немецкого дипломата Манфреда Ситмана для его семейных поездок с собаками в Италию. Текущий владелец данного автомобиля (как и сама машина) находится в Аризоне[8]. Кроме того, ещё одна версия автомобиля была переделана в кузов универсал для актрисы Софи Лорен.
- В фильме «Ронин» 1998 года главные герои на высокой скорости двигаются по горным дорогам и городу на автомобиле Mercedes-Benz 450 SEL 6.9.
- В фильме Дэвида Линча «Шоссе в никуда» 450 SEL 6.9 является основным сюжетным ходом, объединяющим трёх главных героев картины. В одной из сцен при открытом капоте выясняется, что автомобиль получил доработки и мощность его двигателя составляет 1400 лошадиных сил[9][10][11].
- Клод Франсуа, французский автор и исполнитель, управлял автомобилем Mercedes-Benz 450 SEL 6.9 с ноября 1976 года по март 1978. В 1977 году во время езды он был атакован, а после того, как он скрылся с места обстрела, на машине были найдены пулевые отверстия.
- Актёр Телли Савалас договорился о передаче ему 450 SEL 6.9 в обмен на два дня рекламной работы на компанию Mercedes-Benz.
- Дэвид Ли Рот, вокалист группы «Van Halen», владел 450 SEL 6.9, окрашенный в перламутровый чёрный с черепом и костями на капоте[12].